# Хріст Макоссо
Хріст Мелік Макоссо (фр. Christ Melik Makosso, нар. 9 травня 2004, Браззавіль, Конго) — конголезький футболіст, захисник англійського клубу «Лутон Таун» та національної збірної Конго.

## Ігрова кар'єра

### Клубна
Хріст Макоссо почав займатися футболом в молодіжній команді КАРА з міста Браззавіль. У 2023 році футболіст перебрався до Європи, де приєднався до французького клубу «Сошо». Провів в команді два сезони, граючи в Лізі 2. 
В січні 2024 року футболіст перейшов до бельгійського «Моленбека», що грав у вищому дивізіоні чемпіонату Бельгії. Контракт з клубом був підписаний до червня 2028 року. Через рік - в січні 2025 року Макоссо перейшов до клубу англійського Чемпіоншипу «Лутон Таун».

### Збірна
4 вересня 2022 року у матчі проти команди Центральноафриканської республіки Хріст Макоссо дебютував у складі національної збірної Конго.